# Besleria heterosepala
Besleria heterosepala är en tvåhjärtbladig växtart som beskrevs av Karl Fritsch. Besleria heterosepala ingår i släktet Besleria och familjen Gesneriaceae. Inga underarter finns listade i Catalogue of Life.